# Jonny Pelham
Jonny Pelham (nacido en 1990 o 1991) es un comediante y escritor británico. Nacido en Undercliffe, un suburbio de Bradford en Yorkshire del Oeste, soportó múltiples complicaciones por el síndrome de pterigión poplíteo y dos años de abuso sexual antes de asistir a la Universidad de Newcastle, donde se dedicó al stand up. Después de ganar varios premios y realizar varios espectáculos en el festival Edinburgh Fringe, se sometió a terapia, lo que lo impulsó a abordar su abuso tanto en su espectáculo de stand up de 2019 «Off Limits» como en una aparición posterior en Live at the Apollo. La reacción a esto último le provocó una crisis de salud mental, que exploró en su programa Fringe de 2023 «Optimism Over Despair». También ha aparecido en Bobby & Harriet Get Married, Late Bloomer y Brad Boyz, y presentó el documental Let's Talk: Child Sex Abuse.

## Biografía

### Primeros años de vida y de carrera
Pelham creció en Undercliffe, un suburbio de Bradford en Yorkshire del Oeste, en el que era uno de los pocos blancos de la zona. El tiene dos hermanos; sus padres eran ambos terapeutas. Nació con síndrome de pterigión poplíteo, una condición que afecta a unas 200 personas en el Reino Unido, y que le provocó dedos palmeados, paladar hendido, labio leporino y pezones sobrantes. También requirió cirugía regular en sus piernas, y pasó un verano en Camp Courage. Asistió a Oasis Academy Lister Park, una escuela donde el 80% de los alumnos eran musulmanes, en la que era el único alumno blanco de su clase y el único miembro blanco de la pandilla juvenil «Blazing Bangladeshis». Cuando era niño, fue violado repetidamente por la amiga de su madre, a quien su madre había contratado como niñera, y el abuso duró dos años cuando él tenía alrededor de siete y ocho años; afrontaría tanto el abuso como su condición médica soñando. Cuando tenía dieciséis años, el Servicio Nacional de Salud le ofreció £30 000 en cirugía estética en el rostro, a pesar de que el procedimiento conllevaba múltiples factores de riesgo y el país estaba en recesión, lo que afectó su confianza, ya que nunca antes había pensado que hubiera algo malo en ello.
Pelham comenzó a actuar en comedia mientras estaba en la Universidad de Newcastle. En ese momento, estaba demasiado nervioso para improvisar, por lo que se aprendía los guiones palabra por palabra. Los primeros intentos no tuvieron éxito, lo que llevó a su agente a enviarle un vídeo de Cómo escribir chistes; Más tarde mejoró y quedó segundo en los premios Chortle Student Comedian of the Year y So You Think You're Funny en 2012, y luego, al año siguiente, quedó tercero en la competencia Laughing Horse New Act of the Year. Al año siguiente, fue nominado a los premios Chortle como Mejor Actor Revelación. Realizó tres espectáculos en el Festival Fringe de Edimburgo entre 2015 y 2017: «Before & After», en el que habló sobre la oferta de cirugía facial del NHS, «Fool's Paradise», sobre sus experiencias de terapia, y «Just Shout Louder», en el que habló de sus intentos de tener citas.

### «Off Limits» yLive at the Apollo
Alrededor de 2016, Pelham asistió a un funeral, lo que le hizo cuestionar su falta de experiencia romántica y sexual, lo que le llevó a buscar terapia. En ese momento, había pensado en el abuso como algo que él y su abusador habían hecho juntos, partes de las cuales había encontrado placenteras, y sólo se dio cuenta de que no era cómplice en el metro de Londres después de compartir vagón con una clase de niños de escuela primaria, lo que lo llevó a salir corriendo del tren llorando. Después de que su terapeuta sugirió que el tema no sería adecuado para la comedia, lo interpretó como un desafío, y después de sentir que su programa de 2017 no había sido auténtico, usó su programa en el Edinburgh Fringe de 2019, «Off Limits», para hablar sobre el abuso desde el principio; una primera versión del programa contenía una broma sobre Pelham, un niño de ocho años, que se quejaba después de que su padre llegara temprano a casa, ya que eso significaba que su abusadora no podía masturbarlo después de violarlo.
Al final del programa, realizó una presentación sobre el tema en Live at the Apollo, una serie de comedia stand up de BBC One, lo que llevó a que extraños lo detuvieran en la calle para contarle sus experiencias, lo que provocó que se diera cuenta de que no había superado sus experiencias como pensaba y que volviera a terapia después de una crisis de salud mental. En 2021, Dan Smith de Bastille utilizó un artículo de portada de Rolling Stone para afirmar que el cuarto álbum de su banda se había inspirado en la discusión del set de Pelham de 2019 sobre los sueños desadaptativos. Durante el primer confinamiento por la pandemia de COVID-19 en el Reino Unido, intentó algunos eventos transmitidos en línea, pero descubrió que no eran para él, así que dedicó su tiempo a escribir, y en 2023 presentó su espectáculo «Optimism Over Despair» en the Fringe, que exploró su arrepentimiento por compartir demasiado su abuso en Live at the Apollo.

### Otros trabajos
En 2017, Pelham interpretó una versión ficticia de sí mismo en la comedia de Bobby Mair y Harriet Kemsley, Bobby & Harriet Get Married, y en 2018, protagonizó Late Bloomer, un corto para Sky Arts. Más tarde ese año, Chortle anunció que haría un piloto de comedia para Channel 4, Blazing Bangladeshis, un programa semiautobiográfico sobre su tiempo en una pandilla juvenil del mismo nombre; por transmisión, había cambiado su nombre a Brad Boyz. En 2021, presentó un documental para Channel 4, Let's Talk: Child Sex Abuse, en el que conoció, entre otros, a un superviviente de Barry Bennell y a un hombre que se sentía atraído sexualmente por los niños pero que prefería no actuar según sus impulsos.